# Tenango de Doria (kommun)
Tenango de Doria är en kommun i Mexiko.   Den ligger i delstaten Hidalgo, i den sydöstra delen av landet, 140 km nordost om huvudstaden Mexico City.
Följande samhällen finns i Tenango de Doria:
- Tenango de Doria
- Colonia San José
- Cerro Chiquito
- Ejido López Mateos
- El Aguacate
- El Progreso
- Agua Zarca
- San Isidro la Laguna
- El Temapa
- San Francisco Ixmiquilpan
- El Desdavi
- La Palizada
- El Lindero
- La Loma
- Los Ahilares
- El Gosco